# Эпсилон-клетка
Эпсилон-клетки (ε-клетки) — эндокринные клетки, расположенные в панкреатических островках и обнаруженные в составе клеток гастроэнтеропанкреатической эндокринной системы (стенка желудка), секретирующие в кровоток гормон грелин. Основной эффект грелина — «гормон голода» — возбуждает аппетит.